# Crazannes
Crazannes är en kommun i departementet Charente-Maritime i regionen Nouvelle-Aquitaine i västra Frankrike. Kommunen ligger  i kantonen Saint-Porchaire som ligger i arrondissementet Saintes. År 2022 hade Crazannes 442 invånare.

## Befolkningsutveckling
Antalet invånare i kommunen Crazannes
Referens:INSEE